# Merodon escalerai
Merodon escalerai is een vliegensoort uit de familie van de zweefvliegen (Syrphidae). De wetenschappelijke naam van de soort is voor het eerst geldig gepubliceerd in 1929 door Gil Collado.